# 哈克松·波罗索
積信·格爾比·普洛梳·維那沙（西班牙語：Jackson Gabriel Porozo Vernasa，2000年8月4日—），厄瓜多尔男子足球运动员，司职后卫。他曾代表厄瓜多尔国家队参加2022年国际足联世界杯，结果队伍止步小组赛阶段。